# Estación de Pueblo Nuevo

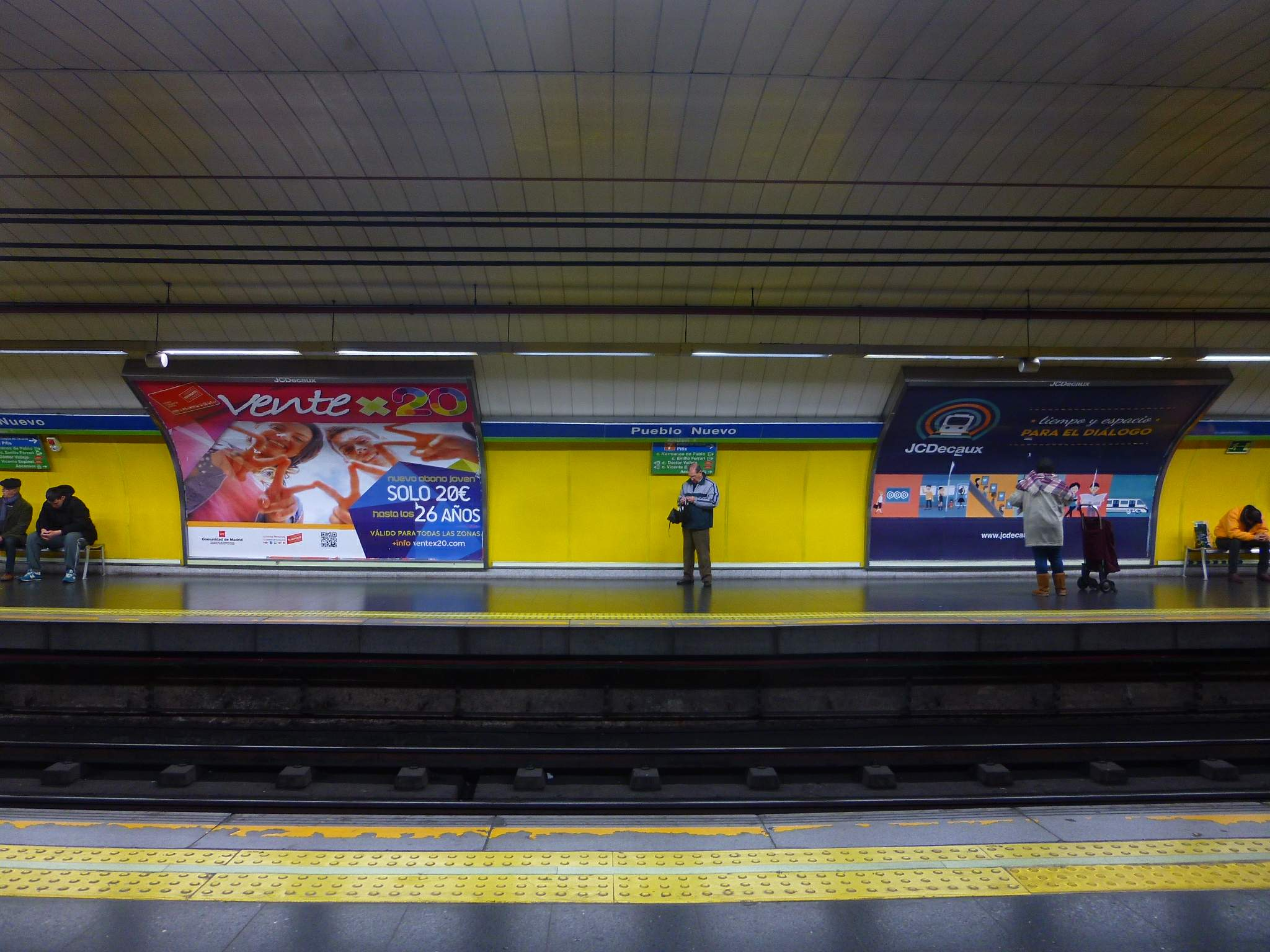
Andén de la estación de la línea 5

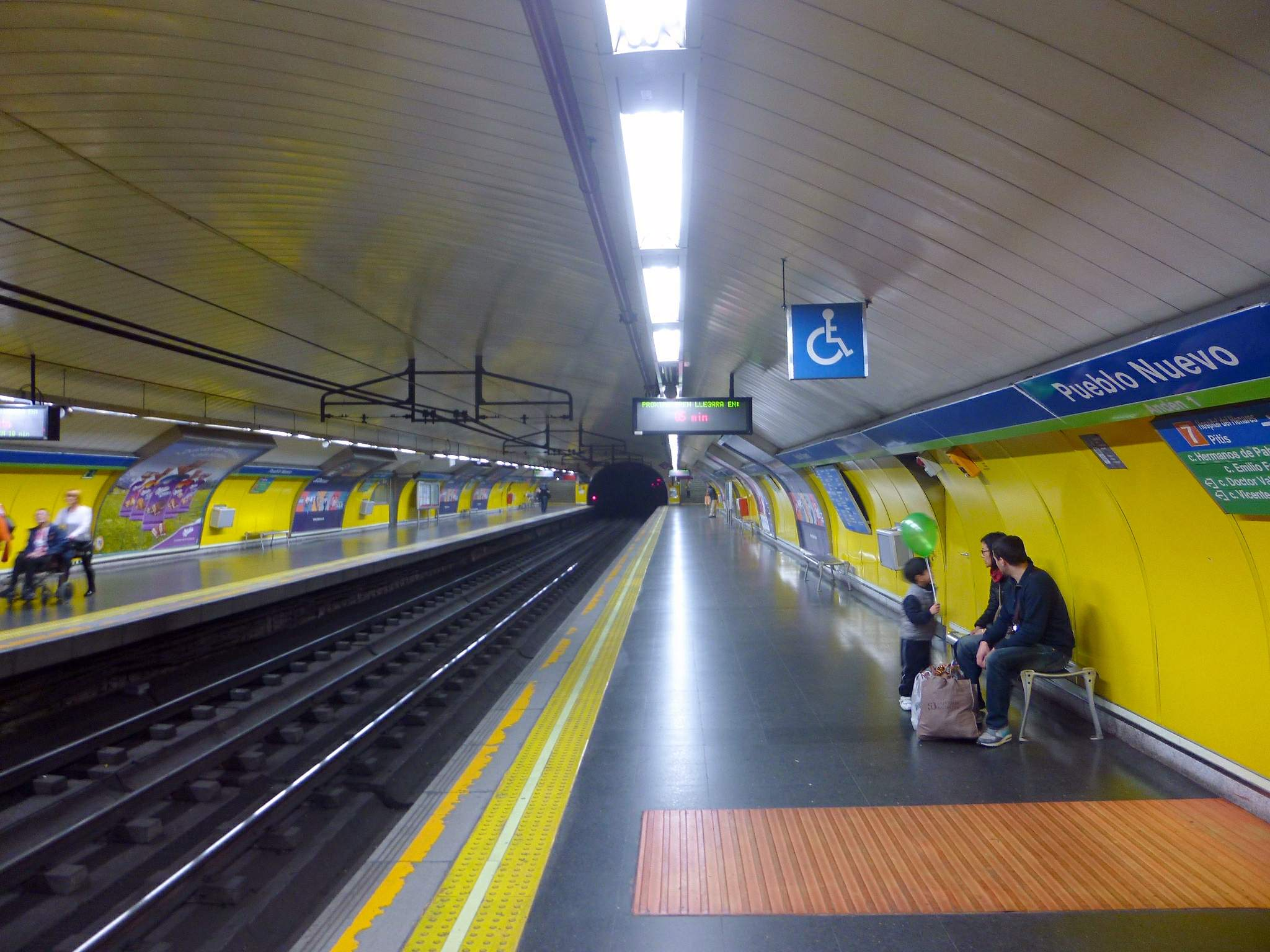
Andenes de la estación de la línea 5

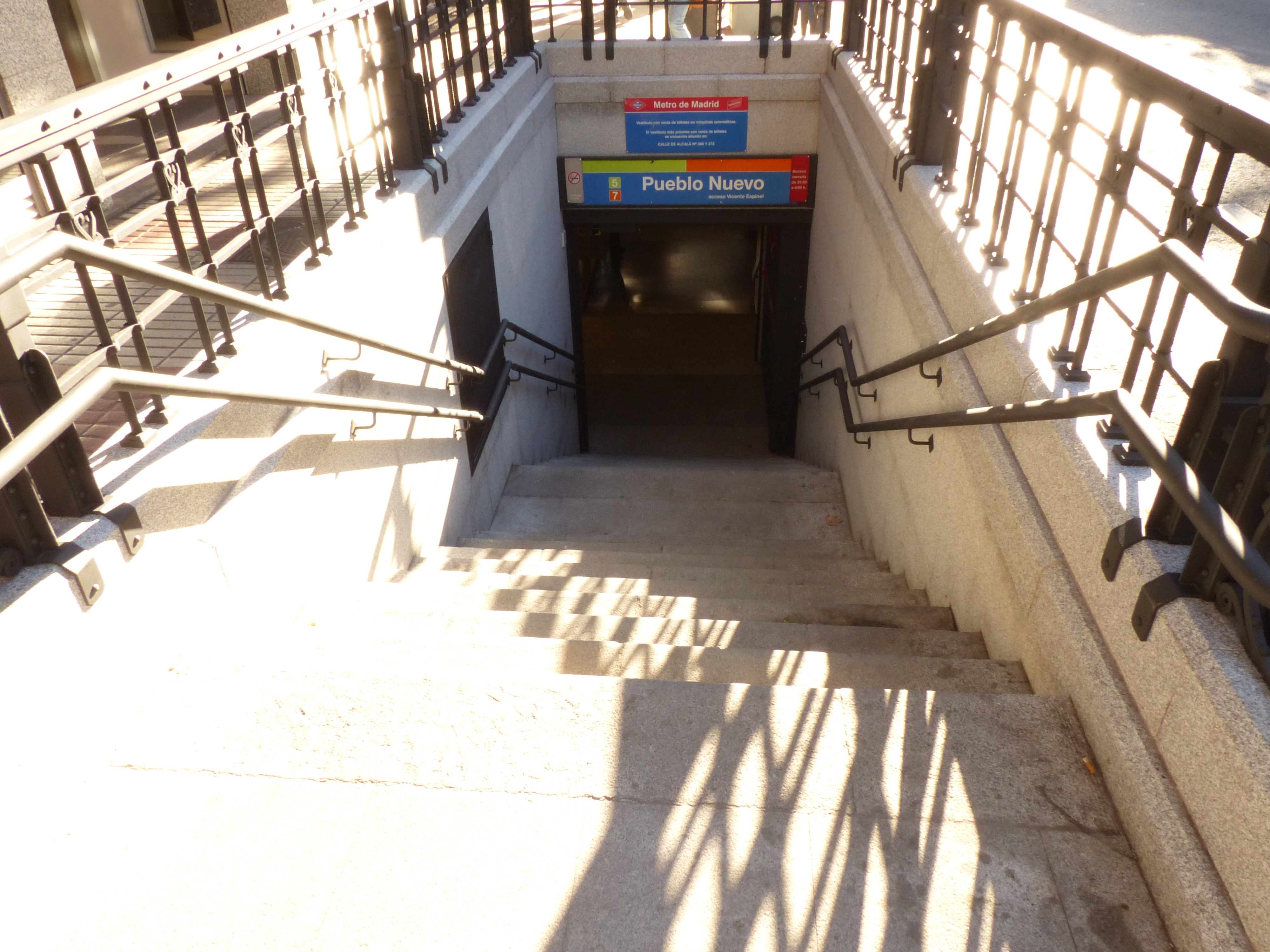
Acceso a la estación

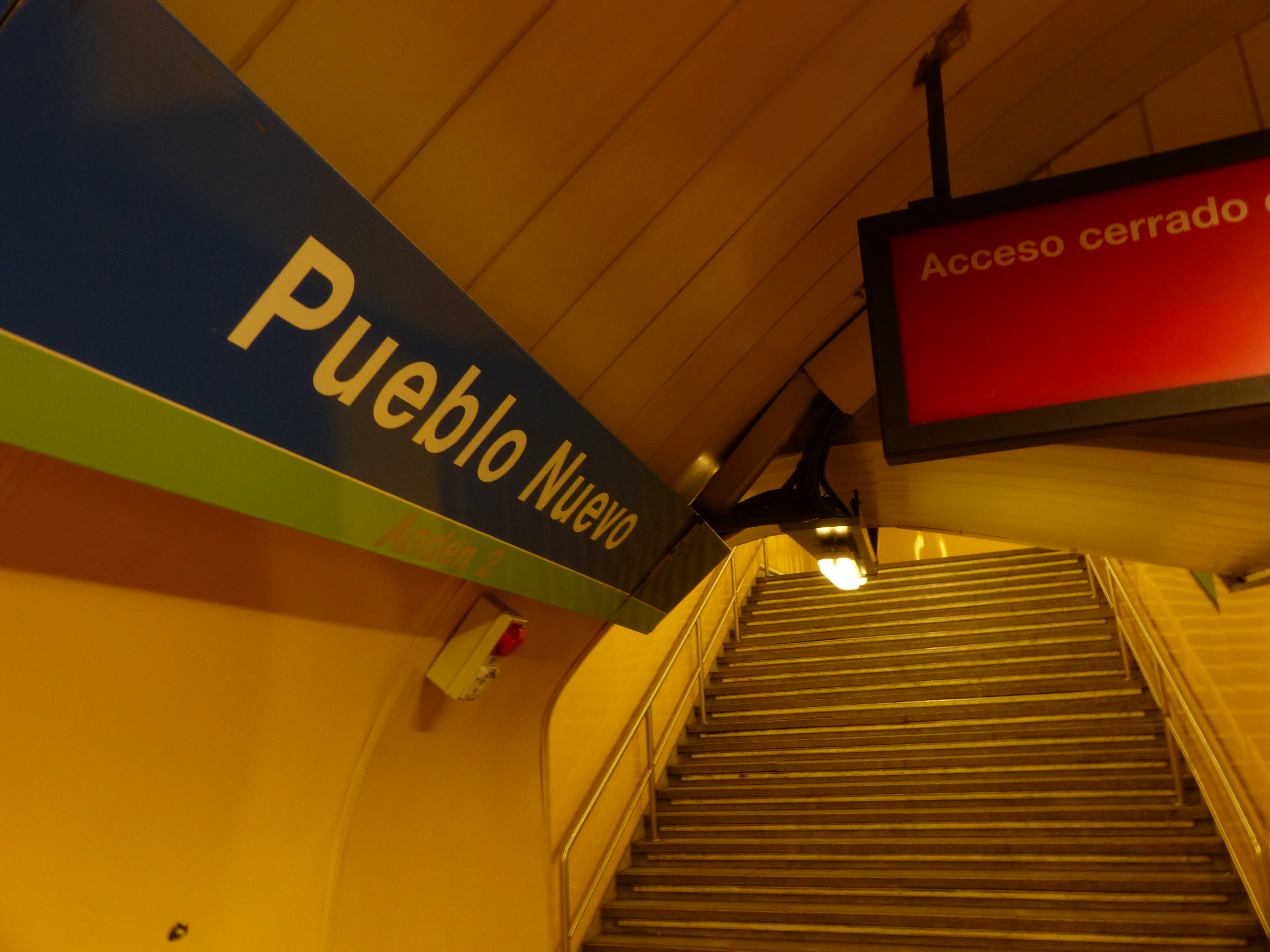
Andén línea 5

Pueblo Nuevo es una estación de las líneas 5 y 7 del Metro de Madrid ubicada bajo la intersección de la calle de Alcalá y la calle de los Hermanos de Pablo, en el distrito de Ciudad Lineal.

## Historia
La estación fue inaugurada el 28 de mayo de 1964, forma parte del primer tramo de la línea 5 que transcurría entre Ventas y Ciudad Lineal, que formó parte de la línea 2 hasta el 20 de julio de 1970.
El 17 de julio de 1974 se abrió el primer tramo de la línea 7, entre Las Musas y Pueblo Nuevo, pasando a mayor profundidad que la línea 5 y perpendicular a la misma. Un año después la línea dejó de tener esta cabecera, abriéndose el tramo Pueblo Nuevo-Avenida de América el 17 de marzo de 1975. La estación de línea 7 fue remodelada cambiando paredes de mármol por vítrex anaranjado.
Del 1 al 4 de mayo de 2025, los andenes de línea 7 permanecen cerrados por el cierre del tramo San Blas-Cartagena, cortado por obras de renovación de señalización ferroviaria. Se establece un Servicio Especial de autobús gratuito entre ambas estaciones.

## Accesos
Vestíbulo Emilio Ferrari

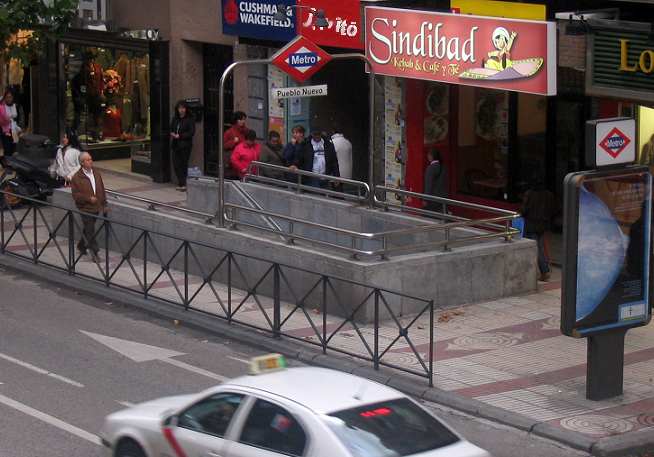
Boca del Metro en la calle Alcalá

- Hermanos de Pablo C/ Alcalá, 373 (próximo a C/ Hermanos de Pablo)
- Emilio Ferrari C/ Alcalá, 364 (próximo a C/ Emilio Ferrari)
- Ascensor C/ Alcalá, 366

Vestíbulo Vicente Espinel
- Doctor Vallejo (Pileo-Dr. Vallejo) C/ Alcalá, 387. Acceso a andenes de Línea 5
- Vicente Espinel C/ Alcalá, 380 (entre esquina C/Campuzano y esquina C/ Vicente Espinel). Acceso a andenes de Línea 5
- Campuzano C/ Alcalá, 378 (entre esquina C/ Campuzano y esquina C/ Vicente Espinel). Acceso a andenes de Línea 5

## Líneas y conexiones

### Metro
| << cabecera                                                  | < estación    | línea | estación >              | cabecera >>   |
| ------------------------------------------------------------ | ------------- | ----- | ----------------------- | ------------- |
| Alameda de Osuna                                             | Ciudad Lineal |       | Quintana                | Casa de Campo |
| Hospital del Henares Cambio de tren en Estadio Metropolitano | Ascao         |       | Barrio de la Concepción | Pitis         |

### Autobuses

Conexión entre las líneas de autobuses y la estación del metro de Pueblo Nuevo.

| Diurnos   |                       |                                    |
| Línea     | Destino               | Parada                             |
| 38        | Las Rosas             | 2334 PUEBLO NUEVO (C/ Alcalá, 366) |
| 109       | Ciudad Lineal         | 2334 PUEBLO NUEVO (C/ Alcalá, 366) |
| 113       | Ciudad Lineal         | 2334 PUEBLO NUEVO (C/ Alcalá, 366) |
| 38        | Manuel Becerra        | 2335 PUEBLO NUEVO (C/ Alcalá, 373) |
| 109       | Castillo de Uclés     | 2335 PUEBLO NUEVO (C/ Alcalá, 373) |
| 113       | Méndez Álvaro         | 2335 PUEBLO NUEVO (C/ Alcalá, 373) |
| Nocturnos |                       |                                    |
| Línea     | Destino               | Parada                             |
| N5        | Colonia Fin de Semana | 2334 PUEBLO NUEVO (C/ Alcalá, 366) |
| N5        | Cibeles               | 2335 PUEBLO NUEVO (C/ Alcalá, 373) |